# Molde Fotballklubb 2013
Questa voce raccoglie le informazioni riguardanti il Molde Fotballklubb nelle competizioni ufficiali della stagione 2013.

## Stagione
Il Molde, campione in carica, chiuse la stagione al 6º posto in classifica. Si aggiudicò poi il successo finale nella Coppa di Norvegia 2013, grazie a una vittoria per 4-2 sul Rosenborg e centrando così la qualificazione per l'Europa League 2014-2015. Si trattò della terza Coppa di Norvegia della storia del club. Daniel Chima fu il calciatore più utilizzato in squadra, nonché il miglior marcatore del Molde: in 40 partite, mise infatti a segno 13 reti.

## Maglie e sponsor
Lo sponsor tecnico per la stagione 2013 fu Umbro, mentre lo sponsor ufficiale fu Sparebanken Møre. La divisa casalinga era composta da una maglietta blu con inserti bianchi, pantaloncini e calzettoni bianchi. Quella da trasferta era invece composta da una maglietta bianca, con pantaloncini e calzettoni blu.
| Casa | Trasferta |

## Rosa
| N. |                      | Ruolo | Calciatore                  |
| -- | -------------------- | ----- | --------------------------- |
| 1  | Norvegia (bandiera)  | P     | Espen Bugge Pettersen       |
| 2  | Norvegia (bandiera)  | D     | Kristoffer Paulsen Vatshaug |
| 3  | Norvegia (bandiera)  | D     | Børre Steenslid             |
| 4  | Norvegia (bandiera)  | D     | Even Hovland                |
| 5  | Finlandia (bandiera) | D     | Joona Toivio                |
| 6  | Norvegia (bandiera)  | C     | Daniel Berg Hestad          |
| 7  | Norvegia (bandiera)  | C     | Mats Møller Dæhli           |
| 7  | Norvegia (bandiera)  | C     | Magnus Wolff Eikrem         |
| 8  | Norvegia (bandiera)  | A     | Fredrik Gulbrandsen         |
| 9  | Svezia (bandiera)    | A     | Mattias Moström             |
| 10 | Norvegia (bandiera)  | C     | Magne Hoseth                |
| 11 | Norvegia (bandiera)  | A     | Jo Inge Berget              |
| 12 | Svezia (bandiera)    | P     | Ole Söderberg               |
| 13 | Norvegia (bandiera)  | C     | Pål Erik Ulvestad           |
| 14 | Norvegia (bandiera)  | D     | Martin Linnes               |
| 15 | Norvegia (bandiera)  | D     | Per Egil Flo                |
| 15 | Norvegia (bandiera)  | C     | Magnus Stamnestrø           |
| 16 | Norvegia (bandiera)  | C     | Etzaz Hussain               |
| 17 | Senegal (bandiera)   | A     | Aliou Coly                  |

| N. |                        | Ruolo | Calciatore         |
| -- | ---------------------- | ----- | ------------------ |
| 18 | Norvegia (bandiera)    | D     | Magne Simonsen     |
| 19 | Norvegia (bandiera)    | C     | Eirik Hestad       |
| 20 | Norvegia (bandiera)    | A     | Tommy Høiland      |
| 20 | Finlandia (bandiera)   | A     | Lauri Dalla Valle  |
| 21 | Brasile (bandiera)     | C     | Agnaldo            |
| 22 | Stati Uniti (bandiera) | A     | Joshua Gatt        |
| 23 | Norvegia (bandiera)    | D     | Knut Olav Rindarøy |
| 24 | Norvegia (bandiera)    | D     | Magnar Ødegaard    |
| 25 | Norvegia (bandiera)    | D     | Vegard Forren      |
| 25 | Stati Uniti (bandiera) | D     | Sean Cunningham    |
| 26 | Norvegia (bandiera)    | P     | Ørjan Nyland       |
| 27 | Nigeria (bandiera)     | A     | Daniel Chima       |
| 29 | Nigeria (bandiera)     | C     | Emmanuel Ekpo      |
| 30 | Norvegia (bandiera)    | A     | Zlatko Tripić      |
| 31 | Stati Uniti (bandiera) | A     | Ben Spencer        |
| 34 | Stati Uniti (bandiera) | P     | Ethan Horvath      |
| 40 | Norvegia (bandiera)    | P     | Ola Herman Opheim  |
| 41 | Norvegia (bandiera)    | D     | Stian Gregersen    |

## Calciomercato

### Sessione invernale(dal 01/01 al 31/03)
| Acquisti         | Acquisti          | Acquisti          | Acquisti      |
| R.               | Nome              | da                | Modalità      |
| ---------------- | ----------------- | ----------------- | ------------- |
| P                | Ørjan Nyland      | Hødd              | definitivo    |
| D                | Stian Gregersen   | Kristiansund BK   | definitivo    |
| D                | Joona Toivio      | Djurgården        | definitivo    |
| D                | Sean Cunningham   | Stabæk            | fine prestito |
| C                | Agnaldo           | Desportivo Brasil | prestito      |
| A                | Aliou Coly        | Casa Sports       | definitivo    |
| A                | Lauri Dalla Valle | Fulham            | definitivo    |
| A                | Ben Spencer       | Chivas USA        | definitivo    |
| A                | Zlatko Tripić     | Fredrikstad       | fine prestito |
| Altre operazioni |                   |                   |               |
| R.               | Nome              | da                | Modalità      |
| D                | Krister Wemberg   | Bodø/Glimt        | fine prestito |
| C                | Pål Erik Ulvestad | Kristiansund BK   | fine prestito |

| Cessioni | Cessioni           | Cessioni         | Cessioni      |
| R.       | Nome               | a                | Modalità      |
| -------- | ------------------ | ---------------- | ------------- |
| P        | Ola Herman Opheim  | Kristiansund BK  | prestito      |
| D        | Vegard Forren      | Southampton      | definitivo    |
| D        | Krister Wemberg    | Bryne            | prestito      |
| C        | Abdou Karim Camara |                  | svincolato    |
| C        | Magnus Stamnestrø  | Sogndal          | prestito      |
| C        | Pål Erik Ulvestad  | Hønefoss         | prestito      |
| A        | Davy Claude Angan  | Hangzhou Lücheng | definitivo    |
| A        | Pape Paté Diouf    | Copenaghen       | fine prestito |

### Sessione estiva(dal 15/07 al 10/08)
| Acquisti | Acquisti            | Acquisti       | Acquisti      |
| R.       | Nome                | da             | Modalità      |
| -------- | ------------------- | -------------- | ------------- |
| D        | Per Egil Flo        | Sogndal        | definitivo    |
| D        | Vegard Forren       | Southampton    | definitivo    |
| C        | Mats Møller Dæhli   | Manchester Utd | definitivo    |
| C        | Pål Erik Ulvestad   | Hønefoss       | fine prestito |
| A        | Jan Aboubacar       | Levanger       | definitivo    |
| A        | Fredrik Gulbrandsen | Lillestrøm     | definitivo    |
| A        | Tommy Høiland       | Bryne          | definitivo    |

| Cessioni | Cessioni            | Cessioni     | Cessioni   |
| R.       | Nome                | a            | Modalità   |
| -------- | ------------------- | ------------ | ---------- |
| D        | Sean Cunningham     |              | svincolato |
| D        | Magnar Ødegaard     | Lillestrøm   | prestito   |
| C        | Magnus Wolff Eikrem | Heerenveen   | definitivo |
| A        | Lauri Dalla Valle   | Sint-Truiden | definitivo |

## Risultati

### Eliteserien

#### Girone di andata
| Arbitro: | Skjerven (Kaupanger) |

|                       |           |            |
| Berisha 31’ Olsen 57’ | Marcatori | 9’ Moström |

| Arbitro: | Kjensli (Oslo) |

|            |           |                           |
| Toivio 71’ | Marcatori | 14’ Vaagan Moen 77’ Kippe |

| Arbitro: | Berntsen (Vang) |

|           |           |  |
| Askar 80’ | Marcatori |  |

| Arbitro: | Døvle (Larvik) |

|             |           |                                   |
| Hussain 90’ | Marcatori | 17’ Ricardo Santos 86’ Stamnestrø |

| Arbitro: | Johnsen (Tønsberg) |

|             |           |            |
| Storbæk 34’ | Marcatori | 38’ Hestad |

| Arbitro: | Moen (Haugesund) |

|           |           |                       |
| Chima 90’ | Marcatori | 30’ Vilsvik 53’ Keita |

| Arbitro: | Sandmoen (Kjelsås) |

|            |           |             |
| Castro 43’ | Marcatori | 45’ Moström |

| Arbitro: | Hagen (Grue) |

|                                       |           |               |
| Toivio 25’ Eikrem 35’ Berget 63’, 67’ | Marcatori | 52’ Barrantes |

| Sandnes 12 maggio 2013, ore 18:00 9ª giornata | Sandnes Ulf    | 0 – 0 referto | Molde | Sandnes Idrettspark (3.150 spett.)\| Arbitro: \| Sælen (Bergen) \| |
| Arbitro:                                      | Sælen (Bergen) |               |       |                                                                    |

| Arbitro: | Hafsås (Trondheim) |

|             |           |                                                      |
| Vatshaug 5’ | Marcatori | 1’, 42’, 84’ (rig.) Gytkjær 47’ Søderlund 59’ Haukås |

| Trondheim 20 maggio 2013, ore 18:00 11ª giornata | Rosenborg    | 0 – 0 referto | Molde | Lerkendal Stadion (20.188 spett.)\| Arbitro: \| Hagen (Grue) \| |
| Arbitro:                                         | Hagen (Grue) |               |       |                                                                 |

| Arbitro: | Døvle (Larvik) |

|                                      |           |  |
| Chima 12’, 60’ Eikrem 51’ Tripić 55’ | Marcatori |  |

| Arbitro: | Hagen (Grue) |

|                          |           |                                   |
| Berre 10’, 59’ Solli 57’ | Marcatori | 28’ Berget 40’ Linnes 90’ Agnaldo |

| Arbitro: | Kjensli (Oslo) |

|                                 |           |             |
| Linnes 45’ Chima 67’ Tripić 90’ | Marcatori | 27’ Berthod |

| Arbitro: | Helgerud (Lier) |

|                           |           |                           |
| Andersen 23’ Johansen 27’ | Marcatori | 7’, 61’ Chima 69’ Moström |

#### Girone di ritorno
| Arbitro: | Hansen (Feda) |

|            |           |           |
| Toivio 82’ | Marcatori | 30’ Olsen |

| Arbitro: | Hafsås (Trondheim) |

|                       |           |  |
| Riise 41’ Helstad 71’ | Marcatori |  |

| Arbitro: | Edvartsen (Hamar) |

|                            |           |  |
| Berget 32’ Gulbrandsen 74’ | Marcatori |  |

| Arbitro: | Berntsen (Vang) |

|          |           |                        |
| Mane 24’ | Marcatori | 73’ Toivio 75’ Høiland |

| Arbitro: | Helgerud (Lier) |

|            |           |             |
| Berget 54’ | Marcatori | 42’ Johnsen |

| Arbitro: | Edvartsen (Hamar) |

|                                                            |           |                            |
| Kamara 10’, 83’ (rig.) Storbæk 42’ Hamoud 58’ Storflor 61’ | Marcatori | 31’ Gulbrandsen 51’ Linnes |

| Arbitro: | Johnsen (Tønsberg) |

|                                            |           |  |
| Gulbrandsen 12’, 25’ Berget 14’ Linnes 85’ | Marcatori |  |

| Arbitro: | Moen (Haugesund) |

|               |           |                                    |
| Hamdallah 73’ | Marcatori | 26’ Hovland 45’, 67’ (rig.) Hoseth |

| Arbitro: | Rafiq (Oslo) |

|                                                   |           |                  |
| Hussain 7’ Chima 14’ Berget 25’ Hoseth 45’ (rig.) | Marcatori | 74’ (aut.) Dæhli |

| Arbitro: | Hansen (Feda) |

|            |           |           |
| Nilsen 11’ | Marcatori | 59’ Chima |

| Arbitro: | Hafsås (Trondheim) |

|                |           |  |
| Gulbrandsen 4’ | Marcatori |  |

| Arbitro: | Johnsen (Tønsberg) |

|  |           |           |
|  | Marcatori | 54’ Chima |

| Arbitro: | Hagen (Grue) |

|                   |           |  |
| Hoseth 80’ (rig.) | Marcatori |  |

| Arbitro: | Døvle (Larvik) |

|          |           |  |
| Wiig 58’ | Marcatori |  |

| Arbitro: | Lundby (Bøverbru) |

|  |           |            |
|  | Marcatori | 49’ Asante |

### Coppa di Norvegia
| Arbitro: | Kringstad |

|  |           |                                     |
|  | Marcatori | 25’, 29’, 35’, 60’ Coly 51’ Agnaldo |

| Arbitro: | Hansen |

|            |           |                                                                |
| Alseth 61’ | Marcatori | 6’ Hussain 13’ (aut.) Karlsen 38’ Linnes 57’ Chima 85’ Agnaldo |

| Arbitro: | Skjerven (Kaupanger) |

|                                                      |                      |                                                   |
| Sandal 38’ Latifu 120’                               | Marcatori            | 90’ Eikrem 112’ Hovland                           |
| Latifu Nilsen Heltne Aursnes Rekdal Grodås Magnussen | Tiri di rigore 4 – 5 | Hovland Ekpo Agnaldo Tripić Eikrem Rindarøy Chima |

| Arbitro: | Johnsen (Tønsberg) |

|                                                                        |           |  |
| Agnaldo 5’ Gatt 17’ Simonsen 27’ Øveraas 49’ (aut.) Ekpo 50’ Chima 80’ | Marcatori |  |

| Arbitro: | Sandmoen (Kjelsås) |

|                        |           |  |
| Hovland 49’ Tripić 82’ | Marcatori |  |

| Arbitro: | Hagen (Grue) |

|                                          |                      |                                       |
| Pálmason 30’ Østli 56’                   | Marcatori            | 34’, 90’ Hoseth                       |
| Vaagan Moen Riise Helstad Kippe Piermayr | Tiri di rigore 4 – 5 | Hoseth Forren Hovland Høiland Hussain |

| Arbitro: | Moen (Haugesund) |

|                                                |           |                              |
| Rindarøy 16’ Berget 72’ Hoseth 82’ Høiland 90’ | Marcatori | 17’ Diskerud 49’ Reginiussen |

### Champions League
| Arbitro: | Boucaut |

|  |           |           |
|  | Marcatori | 42’ Chima |

| Arbitro: | Grujić |

|                    |           |  |
| Linnes 5’ Coly 78’ | Marcatori |  |

| Arbitro: | Kakos |

|           |           |                 |
| Chima 29’ | Marcatori | 68’ Dvalishvili |

| Varsavia 7 agosto 2013, ore 20:45 Terzo turno di qualificazione - Ritorno | Legia Varsavia | 0 – 0 referto | Molde | Pepsi Arena\| Arbitro: \| Tudor \| |
| Arbitro:                                                                  | Tudor          |               |       |                                    |

### Europa League
| Arbitro: | Yefet |

|  |           |                 |
|  | Marcatori | 21’, 90’ Rondón |

| Arbitro: | Kever |

|                                       |           |  |
| Prudnikov 33’ Erëmenko 50’ Azmoun 84’ | Marcatori |  |

## Statistiche

### Statistiche di squadra
| Competizione      | Punti | In casa | In casa | In casa | In casa | In casa | In casa | In trasferta | In trasferta | In trasferta | In trasferta | In trasferta | In trasferta | Totale | Totale | Totale | Totale | Totale | Totale | DR  |
| Competizione      | Punti | G       | V       | N       | P       | Gf      | Gs      | G            | V            | N            | P            | Gf           | Gs           | G      | V      | N      | P      | Gf     | Gs     | DR  |
| ----------------- | ----- | ------- | ------- | ------- | ------- | ------- | ------- | ------------ | ------------ | ------------ | ------------ | ------------ | ------------ | ------ | ------ | ------ | ------ | ------ | ------ | --- |
| Eliteserien       | 44    | 15      | 8       | 2       | 5       | 29      | 17      | 15           | 4            | 6            | 5            | 18           | 21           | 30     | 12     | 8      | 10     | 47     | 38     | +9  |
| Coppa di Norvegia | -     | 3       | 3       | 0       | 0       | 12      | 2       | 4            | 2            | 2            | 0            | 14           | 5            | 7      | 5      | 2      | 0      | 26     | 7      | +19 |
| Champions League  | -     | 2       | 1       | 1       | 0       | 3       | 1       | 2            | 1            | 1            | 0            | 1            | 0            | 4      | 2      | 2      | 0      | 4      | 1      | +3  |
| Europa League     | -     | 1       | 0       | 0       | 1       | 0       | 2       | 1            | 0            | 0            | 1            | 0            | 3            | 2      | 0      | 0      | 2      | 0      | 5      | -5  |
| Totale            | -     | 21      | 12      | 3       | 6       | 44      | 22      | 22           | 7            | 9            | 6            | 33           | 29           | 43     | 19     | 12     | 12     | 77     | 51     | +26 |

### Statistiche dei giocatori
| Agnaldo            | 7  | 1 | 0 | 0 | 5 | 3 | 1 | 0 | 1+2 | 0   | 0   | 0   | 15 | 4  | 1 | 0 |
| D. Berg Hestad     | 19 | 1 | 1 | 0 | 5 | 0 | 1 | 0 | 4+2 | 0   | 1+0 | 0   | 30 | 1  | 3 | 0 |
| J. Berget          | 25 | 7 | 1 | 0 | 5 | 1 | 0 | 0 | 4+2 | 0   | 0   | 0   | 36 | 8  | 1 | 0 |
| E. Bugge Pettersen | 0  | 0 | 0 | 0 | 0 | 0 | 0 | 0 | 0   | 0   | 0   | 0   | 0  | 0  | 0 | 0 |
| D. Chima           | 28 | 9 | 4 | 0 | 6 | 2 | 1 | 0 | 4+2 | 2+0 | 0   | 0   | 40 | 13 | 5 | 0 |
| A. Coly            | 8  | 0 | 1 | 1 | 2 | 4 | 0 | 0 | 3+1 | 1+0 | 0   | 0   | 14 | 5  | 1 | 1 |
| S. Cunningham      | 0  | 0 | 0 | 0 | 0 | 0 | 0 | 0 | 0   | 0   | 0   | 0   | 0  | 0  | 0 | 0 |
| L. Dalla Valle     | 4  | 0 | 1 | 0 | 2 | 0 | 0 | 0 | 0   | 0   | 0   | 0   | 6  | 0  | 1 | 0 |
| M. Eikrem          | 13 | 2 | 2 | 0 | 1 | 1 | 0 | 0 | 0   | 0   | 0   | 0   | 14 | 3  | 2 | 0 |
| E. Ekpo            | 25 | 0 | 2 | 0 | 5 | 1 | 1 | 0 | 4+1 | 0   | 1+0 | 1+0 | 35 | 1  | 4 | 1 |
| P. Flo             | 8  | 0 | 0 | 0 | 1 | 0 | 0 | 0 | 0   | 0   | 0   | 0   | 9  | 0  | 0 | 0 |
| V. Forren          | 14 | 0 | 2 | 0 | 2 | 0 | 0 | 0 | 4+2 | 0   | 1+1 | 0   | 22 | 0  | 4 | 0 |
| S. Gregersen       | 0  | 0 | 0 | 0 | 0 | 0 | 0 | 0 | 0   | 0   | 0   | 0   | 0  | 0  | 0 | 0 |
| F. Gulbrandsen     | 10 | 4 | 2 | 0 | 2 | 0 | 0 | 0 | 1+1 | 0   | 0   | 1+0 | 14 | 4  | 2 | 1 |
| E. Hestad          | 1  | 0 | 0 | 0 | 2 | 0 | 0 | 0 | 0   | 0   | 0   | 0   | 3  | 0  | 0 | 0 |
| T. Høiland         | 9  | 1 | 0 | 1 | 2 | 1 | 0 | 0 | 1+0 | 0   | 0   | 0   | 12 | 2  | 0 | 1 |
| E. Horvath         | 0  | 0 | 0 | 0 | 0 | 0 | 0 | 0 | 0   | 0   | 0   | 0   | 0  | 0  | 0 | 0 |
| M. Hoseth          | 14 | 4 | 7 | 0 | 4 | 3 | 1 | 0 | 2+1 | 0   | 0   | 0   | 21 | 7  | 8 | 0 |
| E. Hovland         | 24 | 1 | 3 | 0 | 5 | 2 | 1 | 0 | 3+2 | 0   | 1+0 | 0   | 34 | 3  | 5 | 0 |
| E. Hussain         | 22 | 2 | 2 | 0 | 6 | 1 | 1 | 0 | 2+1 | 0   | 0   | 0   | 31 | 3  | 3 | 0 |
| M. Linnes          | 24 | 4 | 1 | 1 | 6 | 1 | 0 | 0 | 4+1 | 1+0 | 0   | 0   | 35 | 6  | 1 | 1 |
| M. Møller Dæhli    | 12 | 0 | 0 | 0 | 2 | 0 | 0 | 0 | 0+1 | 0   | 0   | 0   | 15 | 0  | 0 | 0 |
| M. Moström         | 26 | 3 | 1 | 0 | 5 | 0 | 0 | 0 | 4+0 | 0   | 0   | 0   | 35 | 3  | 1 | 0 |
| Ø. Nyland          | 20 | 0 | 0 | 0 | 6 | 0 | 0 | 0 | 4+2 | 0   | 0   | 0   | 32 | 0  | 0 | 0 |
| M. Ødegaard        | 6  | 0 | 0 | 0 | 3 | 0 | 0 | 0 | 0   | 0   | 0   | 0   | 9  | 0  | 0 | 0 |
| O. Opheim          | 0  | 0 | 0 | 0 | 0 | 0 | 0 | 0 | 0   | 0   | 0   | 0   | 0  | 0  | 0 | 0 |
| K. Rindarøy        | 18 | 0 | 0 | 0 | 3 | 1 | 0 | 0 | 2+2 | 0   | 1+0 | 0   | 25 | 1  | 1 | 0 |
| O. Söderberg       | 9  | 0 | 0 | 0 | 1 | 0 | 0 | 0 | 0   | 0   | 0   | 0   | 10 | 0  | 0 | 0 |
| B. Spencer         | 2  | 0 | 0 | 0 | 0 | 0 | 0 | 0 | 0   | 0   | 0   | 0   | 2  | 0  | 0 | 0 |
| M. Stamnestrø      | 0  | 0 | 0 | 0 | 0 | 0 | 0 | 0 | 0   | 0   | 0   | 0   | 0  | 0  | 0 | 0 |
| B. Steenslid       | 2  | 0 | 0 | 0 | 1 | 0 | 0 | 0 | 0   | 0   | 0   | 0   | 3  | 0  | 0 | 0 |
| J. Toivio          | 16 | 4 | 3 | 0 | 2 | 0 | 0 | 0 | 4+2 | 0   | 0   | 0   | 24 | 4  | 3 | 0 |
| Z. Tripić          | 18 | 2 | 0 | 0 | 5 | 1 | 1 | 0 | 4+2 | 0   | 1+0 | 0   | 29 | 3  | 2 | 0 |
| P. Ulvestad        | 0  | 0 | 0 | 0 | 0 | 0 | 0 | 0 | 0   | 0   | 0   | 0   | 0  | 0  | 0 | 0 |
| K. Vatshaug        | 9  | 1 | 0 | 0 | 0 | 0 | 0 | 0 | 0+1 | 0   | 0   | 0   | 10 | 1  | 0 | 0 |